# جاست دانس وي
جاست دانس وي (بالإنجليزية: Just Dance Wii)‏ (باليابانية: ジャストダンス ウィー) ، هي لعبة فيديو من نوع الرقص والموسيقى والإيقاع، أنتجت عام 2011م، وطورها شركة يوبي سوفت باريس ونشرها شركة نينتندو، وهذه اللعبة لأول مرة في سلسلة جاست دانس أن تكون حصرية باللغة اليابانية، وهي الجزء الأول من سلسلة النسخة اليابانية الخاصة، حيث باعت في السوق اليابانية أكثر من 560 ألف نسخة 
.

## مصدر
1. ↑  "「初音ミク」8万6000本，「STREET FIGHTER X 鉄拳」合計6万7000本。1位は先週に続いて「ワンピース 海賊無双」の「週間販売ランキング＋」". 4Gamer.net (باليابانية). Aetas. 15 Mar 2012. Archived from the original on 2019-03-01. Retrieved 2012-03-20.
2. ↑  "La versión japonesa de Just Dance incluye canciones de J-Pop" نسخة محفوظة 20 أكتوبر 2013 على موقع واي باك مشين.
3. ↑  "第71期 決算説明会 任天堂株式会社 社長 岩田聡 講演内容全文". 任天堂. 26 أبريل 2011. مؤرشف من الأصل في 2016-08-20. اطلع عليه بتاريخ 2011-09-29.
4. ↑  韓国出身の歌手が日本のレコード・レーベルより出したものも含む。
5. ↑  "Japanese Version of Just Dance Wii Packed with JPOP" نسخة محفوظة 20 أكتوبر 2013 على موقع واي باك مشين.
6. ↑  Patrick Barnett (20 May 2012). "Just Dance Wii 2 Heading to Japan in July" (بالإنجليزية). Nintendo World Report. Archived from the original on 2013-09-21. Retrieved 2012-06-12.